# José Carlos Tavares
José Carlos Tavares Carvalho (Macapá, ) é um cientista e professor universitário brasileiro, no campo da farmacologia. Membro da Real Academia de Farmácia da Espanha, e da Academia Nacional de Farmácia.

## Biografia e carreira profissional
José Carlos Tavares nasceu em Macapá, estudou todo o ensino fundamental e médio em escolas publicas da cidade. Se graduou em Farmácia pela Universidade Federal do Pará, Mestrado em Ciências Farmacêuticas e Doutorado em Fármacos e Medicamentos pela Universidade de São Paulo. Tavares foi bolsista de Pós-Doutorado no Instituto de Fitoterapia de Berlin
Tavares foi reitor da Universidade Federal do Amapá de 2006 a 2014, e atualmente atua como professor titular no Departamento de Ciências Biológicas e da Saúde da universidade nas áreas de pesquisas sobre anti-inflamatório, analgésico, Casearia sylvestris, fitoterápicos e óleo essencial, além de ser membro da Comissão Permanente de Revisão da Farmacopéia Brasileira. Ele esteve nos dias 31 de dezembro a 17 de janeiro de 2020 em Wuhan, na China, onde coordena um grupo de pesquisa sobre fabricação e síntese de medicamentos em doenças negligenciadas na Universidade de Agricultura de Huazhong.

## Obras
- Diniz, R. O; Garla, L. K; Schneedorf, J. M; Carvalho, J. C. T (1 de janeiro de 2003). «Study of anti-inflammatory activity of Tibetan mushroom, a symbiotic culture of bacteria and fungi encapsulated into a polysaccharide matrix». Pharmacological Research (em inglês) (1): 49–52. ISSN 1043-6618. doi:10.1016/S1043-6618(02)00240-2. Consultado em 27 de outubro de 2021
- Rodrigues, Kamila Leite; Caputo, Lucélia Rita Gaudino; Carvalho, Jose Carlos Tavares; Evangelista, João; Schneedorf, Jose Maurício (1 de maio de 2005). «Antimicrobial and healing activity of kefir and kefiran extract». International Journal of Antimicrobial Agents (em inglês) (5): 404–408. ISSN 0924-8579. doi:10.1016/j.ijantimicag.2004.09.020. Consultado em 27 de outubro de 2021
- Carvalho, J. C. T.; Ferreira, L. P.; da Silva Santos, L.; Corrêa, M. J. C.; de Oliveira Campos, L. M.; Bastos, J. K.; Sarti, S. J. (1 de fevereiro de 1999). «Anti-inflammatory activity of flavone and some of its derivates from Virola michelli Heckel». Journal of Ethnopharmacology (em inglês) (2): 173–177. ISSN 0378-8741. doi:10.1016/S0378-8741(98)00109-3. Consultado em 27 de outubro de 2021
- Reis, C. M. F.; Carvalho, J. C. T.; Caputo, L. R. G.; Patricio, K. C. M.; Barbosa, M. V. J.; Chieff, A. L.; Bastos, J. K. (2000). «Atividade antiinflamatória, antiúlcera gástrica e toxicidade subcrônica do extrato etanólico de própolis». Revista Brasileira de Farmacognosia: 43–52. ISSN 0102-695X. doi:10.1590/S0102-695X2000000100005. Consultado em 27 de outubro de 2021